# نادي هليوبوليس
نادى هليوبوليس الرياضي ، هو نادي رياضي مصري، مقره مصر الجديدة، أسسته شركة سكك حديد مصر الكهربائية وواحات عين شمس (شركة مصر الجديدة للإسكان والتعمير حالياً) في أول يناير 1910 وظلت تديره بنفسها حتى 31 ديسمبر 1921 واعتبارا من أول يناير 1922 تولى أعضائه إدارته بموجب اتفاق بينهم وبين الشركة وكانت أرض النادي تمتد من موقعه الحالي حتى نهاية أرض الجولف مرورا بالحي الرابع وكانت هذه المنطقة مخصصة لملعب الجولف الخاص بالنادي.

## رؤساء النادي
تولى رئاسة مجلس إدارة النادى ثلاث رؤساء بريطانيين من تاريخه وحتى 8 مارس 1949:
- (د/ ب.فيلبس حتى 29/6/1937)
- (ب.هـ. هندرسون من 31/11/1937 إلى 26/10/1937)
- (ج.ر.ألدركوت من 8/11/1937 إلى 24/2/1949)

تولى إدارة النادى المدير البريطانى (إ.و.لانجتري) حتى 15 فبراير 1952، وضع قانون للنادى في 28 أكتوبر 1928 صدقت عليه الجمعية العمومية وعدل عدة مرات.

## التسمية
اسم النادى من تاريخ إنشائه هو نادى هليوبوليس الرياضى ومقره الدائم مدينة هليوبوليس «مصر الجديدة» ألوان النادى الأزرق السماوى والأزرق القاتم شارة النادى تتألف من زهرة اللوتس ومفتاح الحياة عند المصريين القدماء والشمس المشرفة (رمز لمدينة هليوبوليس) واسم النادى في الوسط.
وضع النادى اعتبارا من 27 يوليو 1938 تحت الرعاية الملكية السامية وحتى قيام ثورة يوليو 1952.

## أنشطة النادي
أنشطة النادى الرياضية والثقافية التاريخية (كرة الماء- السباحة – الغطس- الأسكواش – التنس- الجولف – الكريكيت – الهوكى –البريدج- البولز - المكتبة والحفلات - كرة اليد).
في عام 1947 تقلصت مساحة النادى إلى الوضع الحالى (حوالى 19 فدان) بعد ما استردت الشركة ملعب الجولف وتم إلغاء اللعبة. وذلك نتيجة للاعتراضات الكثيرة من عدد من أعضاء النادى أثناء الجمعيات العمومية على المبالغ الكثيرة التي ينفقها النادى على لعبة الجولف وأرضها بينما لا ينتفع بها إلا عدد ضئيل من أعضاء النادى.
تضمنت قوانين النادى حتى فترة الستينات تحديد عدد العضويات العاملة بعدد 4000 عضوية فقط وهو العدد الذي تناسب مع مساحة النادى تجدد عقد إيجار النادى اعتبارا من 1 مارس 1947 لمدة 10 سنوات تتجدد لمدد أخرى سنوية متتالية بإيجار سنوى قيمته 600 جنيه خفض إلى مائة جنيه سنويا اعتبارا من أول مارس 1957.
أول رئيس مجلس إدارة مصري (نجيب باشا اسكندر) في 24 مارس 1949 وأول عضو مجلس إدارة مصري (سابا باشا حبشى) في 8 مارس 1943 وأول مدير للنادى مصري (قائد جناح عدلى الشافعي) في 15 سبتمبر 1952.

## أقدم أعضاء مجلس إدارة النادى المصريين
- سابا باشا حبشى 8/3/1943
- نجيب باشا اسكندر 9/3/1946
- أميرالاى محمد بك صبحى 6/3/1947
- إبراهيم بك عبد الوهاب 6/3/1947
- أميرالاى خليل بك الكاشف 11/3/1948
- أستاذ حسين كامل 11/3/1948
- منير بك زكى 24/2/1949
- أستاذ شاكر المصري 24/3/1949
- أستاذ مصطفى كامل منصور 23/3/1950
- أستاذ فكرى مكرم عبيد 6/4/1950
- مصطفى الصادق باشا 22/3/1951
- قائد جناح عدلى الشاف 22/3/1951.[1]

## مجلس الإدارة
- عمرو السنباطى (رئيس المجلس)
- محمد صدقى (نائب الرئيس)
- هشام توفيق (أمين صندوق)
- هشام سند (عضو)
- شيرين محفوظ (عضو)
- أحمد راغب (عضو)
- عمر يحيى (عضو تحت السن)
- طارق متولى (المدير التنفيذي للنادى)

## أنشطة رياضية
- جمباز
- العاب القوى
- كرة القدم
- السباحة
- تنس
- جودو
- كرة السلة
- الغطس
- الجيم والإيروبكس
- اسكواش
- كاراتية
- كرة يد
- السباحة التوقيعية
- تنس طاولة
- تايكونك.دو
- كرة طائرة
- كرة الماء
- كرة السرعة.[2]

## أنشطة ثقافية
- البالية
- لجنة شئون البيئة
- معارض فنية
- المكتبة
- البليارد
- البريدج
- لجنة رعاية العاملين
- التفوق العلمي
- الندوات
- الشطرنج
- لجنة الشباب
- لجنة المراة والطفل
- السنيما
- الرسم
- الموسيقى
- اليوجا.[2]

## بطولات دولية
يقيم النادي بطولة هليوبوليس الدولية لكرة الماء والسباحة التوقيعية 